# Henri Duparc
Marie-Eugène-Henri Fouques-Duparc (Parijs, 21 januari 1848, Mont-de-Marsan, Landes, 12 februari 1933), meestal Henri Duparc genoemd, was een Franse componist.

## Levensloop
Duparc studeerde als kind al piano bij César Franck aan het Jezuïeten College in het Vaugirard district en was later een van de eerste compositieleerlingen van Franck. Hij zat in militaire dienst gedurende de Frans-Pruisische Oorlog, en aansluitend, op 9 november 1871, trouwde hij de zangeres en pianiste Ellen (Ellie) MacSwiney uit Schotland. In hetzelfde jaar richtte hij met bevriende musici, onder wie Camille Saint-Saëns en Romain Bussine, de Société nationale de musique op, waarvan hij zelf secretaris werd.
In 1875 had hij succes met het symfonisch gedicht Lenore. Het bleef een eenling in zijn oeuvre, dat vooral op de liedkunst is gericht. In 1878 initieerde hij een serie concerten onder de naam concerts de musique moderne. Enige reizen voerden hem naar Duitsland, eerst met Vincent d'Indy en later met Emmanuel Chabrier, met als drijfveer de muziek van Richard Wagner te leren kennen en diens opera's bij te wonen. Wagner werd, naast Franck, een blijvende invloed op zijn eigen composities. Rond 1880 begon hij lichamelijk achteruit te gaan, vanwege de zenuwziekte neurasthenie, die hem vanaf 1885 het componeren belemmerde en hem tot zijn dood in 1933 parten bleef spelen. Duparc onderging in 1924 een operatie aan zijn oog wegens groene staar, die mislukte, waardoor hij gedeeltelijk blind werd. Door zijn onfortuinlijke ziektes werd hij vergeten, maar Duparc vond troost in zijn rotsvaste katholieke geloof. Duparc is begraven op het kerkhof Père Lachaise in Parijs. Een plein in het 17e arrondissement in Parijs, nabij de 'Rue de Levis' is als eerbetoon naar hem vernoemd.

## Werken
Duparc vernietigde veel van zijn werken, en liet slechts een veertigtal stukken na. In een markante brief aan zijn goede vriend, de componist Jean Cras, over de vernietiging van zijn incomplete opera Roussalka uit 1922, schreef Duparc:
Na 25 jaar in een prachtige droom te hebben geleefd, komt het hele idee van muzikale conceptie me - ik herhaal het voor je - walgelijk voor. De andere reden van deze vernietiging, die ik niet betreur, is de gehele morele transformatie die God op me heeft uitgeoefend sinds mijn 20ste en die in een enkele minuut mijn hele afgelopen leven verlaten heeft. Vandaar, dat Roussalka geen enkele verbinding met mijn nieuwe leven meer heeft en derhalve niet dient te bestaan.
Duparc werd als componist herontdekt rond 1960, toen er grote belangstelling ontstond voor de geschiedenis van de recente Franse muziek, die mede musicologisch nogal veel vernieuwingen had gebracht.
De stijl van Duparcs muziek is enerzijds een schoolvoorbeeld van de Frans-romantische traditie en loopt anderzijds vooruit op het impressionisme en modernere stromingen, dankzij de toonschilderingen en het coloriet. Duparc is het bekendst geworden door zijn 17 liederen op teksten van onder anderen Baudelaire, Gautier, Leconte de Lisle, en Goethe. Deze liederen zijn exemplarisch als vorm van het Lied en worden door velen gezien als behorend tot de top in hun genre.

## Werkenlijst

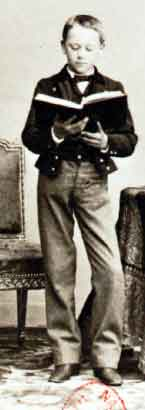
Duparc, 10 jaar, in 1858.

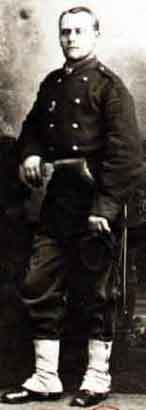
Duparc in uniform gedurende de Frans-Pruisische Oorlog in 1870.

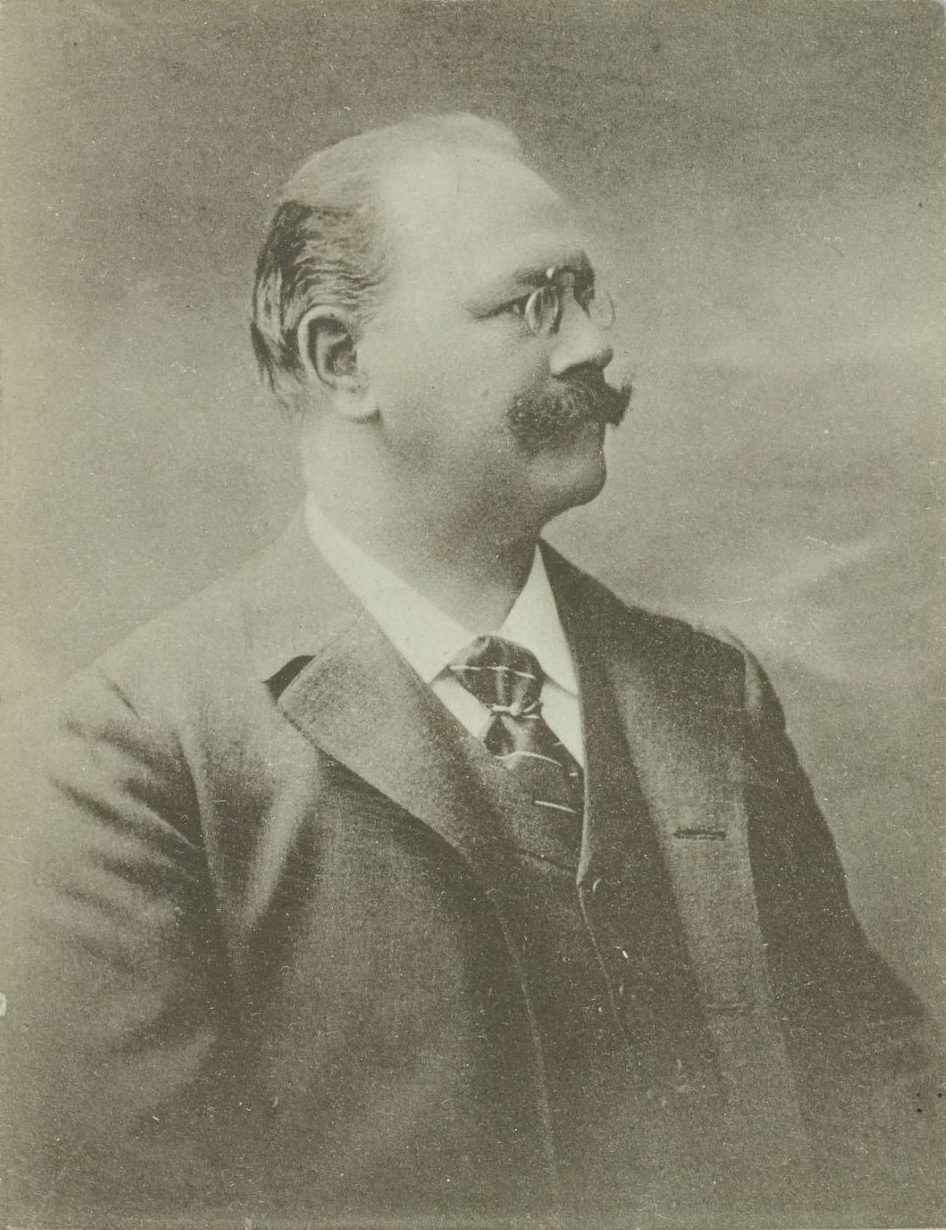
Henri Duparc op middelbare leeftijd

| Jaar    | Compositie                                                                  | opmerking | Soort Werk                                |
| ------- | --------------------------------------------------------------------------- | --- | ----------------------------------------- |
| 1863-65 | Six Rêveries pour piano                                                     | Gedrukt, maar niet uitgegeven. Privécollectie van Mme. d'Armagnac, dochter van Duparc.                                                          | Piano solo                                |
| 1867    | Sonate pour violoncelle et piano                                            | Première in 1948. Privécollectie van Mme. d'Armagnac, dochter van Duparc.                                                                       | Cello & piano                             |
| 1867-69 | Feuilles volantes, pour piano                                               | | Piano solo                                |
| 1868    | Chanson triste                                                              | Gepubliceerd als: Op. 2, nr. 4. Tekst van Jean Lahor.                                                                                           | Zangstem & piano (Georkestreerd, 1912)    |
| 1868    | Lamento                                                                     | Tekst van Théophile Gautier. | Zangstem & piano                          |
| 1869    | Le Galop                                                                    | Gepubliceerd als: Op. 2, nr. 5. Tekst van Sully Prudhomme. (Uitgegeven in 1948).                                                                | Zangstem & piano                          |
| 1869    | Romance de Mignon                                                           | Gepubliceerd als: Op. 2, nr. 3. Tekst van Victor Wilder, gebaseerd op « Kennst du das Land » van Goethe).                                       | Zangstem & piano                          |
| 1869    | Sérénade florentine                                                         | Gepubliceerd als: Op. 2, nr. 2. Tekst van Jean Lahor.                                                                                           | Zangstem & piano                          |
| 1869    | Soupir                                                                      | Gepubliceerd als: Op. 2, nr. 1. Tekst van Sully Prudhomme. Revisie in 1902.                                                                     | Zangstem & piano                          |
| 1869    | Cinq mélodies, op. 2                                                        | | Zangstem & piano                          |
| 1869    | Beaulieu, pour piano                                                        | Private collectie van Mme. d'Armagnac, dochter van Duparc.                                                                                      | Piano solo                                |
| 1869-70 | Au Pays où se fait la guerre                                                | Text van Théophile Gautier. (Originele titel: Absence). Eindversie, 1911-13.                                                                    | Zangstem & piano (Georkestreerd, 1876)    |
| 1870    | L'Invitation au voyage                                                      | Tekst van Charles Baudelaire. Uitgegeven in 1872.                                                                                               | Zangstem & piano (Georkestreerd, 1892-95) |
| 1871    | La Fuite, duo pour soprano et ténor avec piano                              | Gepubliceerd als: Op. 2, nr. 6. | Duet voor zangstem & piano                |
| 1871    | La vague et la cloche                                                       | Tekst van François Coppée. Uitgegeven in 1873.                                                                                                  | Zangstem & piano (Georkestreerd)          |
| 1872    | Suite d'orchestre                                                           | (Verloren gegaan). | Orkestsuite                               |
| 1872-82 | Phidylé                                                                     | Tekst van Leconte de Lisle. Uitgegeven in 1889                                                                                                  | Zangstem & piano (Georkestreerd, 1891-92) |
| 1873    | Laendler, suite de valses pour orchestre                                    | (Vernietigd). | Orkestsuite                               |
| 1873    | Laendler (versie voor 2 piano's)                                            | | Twee piano's                              |
| 1874    | Poème nocturne: I. Aux étoiles - II. Lutins et follets - III. Duo: L’aurore | De delen II en III ontbreken, alleen I. Aux étoiles is bewaard. Première in Paris op 11 april 1874 bij de Société Nationale de Musique Moderne. | Orkestwerk                                |
| 1874    | Elégie                                                                      | Tekst van Ellen MacSwiney(?) (de vrouw van Duparc) naar Thomas Moore.                                                                           | Zangstem & piano                          |
| 1874    | Extase                                                                      | Tekst van Jean Lahor. Uitgegeven in 1882. Revisie in 1884.                                                                                      | Zangstem & piano                          |
| 1875    | Lénore                                                                      | Gebaseerd op een gedicht van Burger. | Symfonisch Gedicht                        |
| 1875    | Lénore (versie voor 2 piano's, vierhandig)                                  | | Twee piano's                              |
| 1876-84 | La vie anterieure                                                           | Tekst van Charles Baudelaire. | Zangstem & piano (Georkestreerd, 1911-12) |
| 1877    | Suite pour le piano                                                         | (Verloren gegaan). | Piano solo                                |
| 1879    | Le manoir de Rosemonde                                                      | Tekst van Robert de Bonnières | Zangstem & piano (Georkestreerd, 1912)    |
| 1879-95 | Roussalka, opéra en trois actes                                             | Onvoltooid. Gebaseerd op Roesalka, dramatisch gedicht van Aleksandr Poesjkin. (Vernietigd.)                                                     | Opera in 3 akten                          |
| 1880    | Sérénade                                                                    | Tekst van Gabriel Marc. Uitgegeven 1882. | Zangstem & piano                          |
| 1882    | Benedicat vobis Dominus                                                     | Motet voor 3 gemengde stemmen en orgel (of piano).                                                                                              | Kerkmuziek                                |
| 1883    | Testament                                                                   | Tekst van Paul Armand Silvestre. Uitgegeven in 1898.                                                                                            | Zangstem & piano (Georkestreerd, 1900-02) |
| 1884    | La vie antérieure                                                           | Tekst van Charles Baudelaire. | Zangstem & piano (Georkestreerd, 1911-13) |
| 1886    | Recueillement                                                               | Onvoltooid. (Vernietigd). | Zangstem & piano?                         |
| 1892    | Danse lente                                                                 | Deel uit Roussalka. Kopie door Ernest Ansermet. Bewaard door Éditions Salabert.                                                                 | Orkestwerk                                |
| 1903    | Transcriptie van 2 orgelwerken van J.S. Bach                                | Preludium en fuga in e klein ("Kathedraal"), BWV 513 Preludium en fuga in a klein ("De Grote"), BWV 543                                         | Twee piano's                              |
| 1908    | Transcriptie van 6 orgelwerken van César Franck                             | | Twee piano's                              |
| 1910    | Aux étoiles, pour piano                                                     | Ook: versie voor piano vierhandig, & versie voor orgel. Revisie 1911.                                                                           | Piano solo                                |
| 1911    | Aux étoiles                                                                 | Entr'acte voor een ongepubliceerd toneelwerk.                                                                                                   | Orkestwerk                                |
| (n.d.)  | Transcriptie van een orgelwerk van J.S. Bach                                | Chorale Prélude et Fugue: In dir ist Freude, BWV 615 Privécollectie van Ernest Ansermet                                                         | Twee piano's                              |

##### Geschriften van Henri Duparc (in het Frans)
- César Franck pendant le Siège de Paris, in « Revue musicale », Paris, December 1922.
- Souvenirs de la Société Nationale, in « Revue de la Société internationale de Musique », Paris, December 1912.

##### Brieven (in het Frans)
- Lettre à Chausson, in « Revue musicale », December 1925.
- Duparc Henri: Une Amitié mystique, d'après ses lettres à Francis Jammes. (Preface and comments by G. Ferchault). Mercure de France, Paris, 1944.
- Gérard, Y. (Ed.). Lettres de Henri Duparc à Ernest Chausson, in « Revue de Musicologie » (N° 38) 1956, p. 125.
- Sérieyx, M.-L. (Ed.). Vincent d’Indy, Henri Duparc, Albert Roussel: lettres à Auguste Sérieyx. Lausanne, 1961.

##### Monografieën over Duparc (in het Frans)
- Northcote, S. The Songs of Henri Duparc. London: D. Dobson, 1949. 124 pp.
- Van der Elst, Dr. N. Henri Duparc: l’homme et son oeuvre. (Thesis). Paris: Université de Paris, 1972, & Utrecht, 1972.
- Fabre, M. L'image de Henri Duparc dans sa correspondance avec Jean Cras. 1973.

##### Andere artikelen en geschriften over Duparc (in het Frans)
- Fellot, H. Lieder français: Henri Duparc, in « Revue Musicale de Lyon ». Lyon, March 30, 1904.
- Chantavoine, J. Henri Duparc, in « La Revue Hebdomadaire », Paris, May 5, 1906.
- Aubry, G.-J. Henri Duparc, in « La vie musicale de Lausanne », Lausanne, February 1, 1908.
- Jammes, Francis. L'Amour, les Muses et la Chasse, in « Mercure de France », Paris, 1922, p. 172 et al.
- Fauré, Gabriel. Opinions musicales. Paris: Rieder, 1930.
- Imbert, M. Henri Duparc, in « La Petite Maîtrise », Schola Cantorum de París, March 1933.
- Ansermet, Ernest. Un émouvant témoignage sur la destinée d'Henri Duparc, in « Revue Musicale », Paris, April 1933.
- Bréville, P. Henri Fouques Duparc 1848-1933, in « La Musique Française », Paris, May 1933.
- Merle, F. Psychologie et Pathologie d'un artiste: Henri Duparc. Bordeaux: Imprimerie de l'Université (Bordeaux), 1933.
- Oulmont, C. Henri Duparc, ou de L'Invitation au Voyage à la Vie éternelle. Paris: Desclée de Brouwer & Cie, 1935.
- Oulmont, C. Un Duparc inconnu, in « Revue musicale », Paris, July-August 1935.
- Stricker, R. Henri Duparc et ses mélodies. (Thesis). Paris: Conservatoire national de musique, 1961.
- Rigault, J.-L. Les mélodies de Duparc, Autour de la mélodie française. Rouen, 1987, p. 71-86.
- Stricker, R. Les mélodies de Duparc. Arles, 1996.

- Biblioteca Nacional de España: XX1088985
- Bibliothèque nationale de France: cb13893514m (data)
- CiNii: DA0638896X
- Gemeinsame Normdatei: 118672789
- International Standard Name Identifier: 0000 0001 1026 2037
- Library of Congress Control Number: n80040733
- Nationale Bibliotheek van Letland: 000042949
- Base Léonore: 19800035/255/34005
- MusicBrainz: 0e2cc2e5-c60b-415c-811b-f3c9630169c1
- Bibliotheek van het Japanse parlement: 01061234
- Nationale Bibliotheek van Tsjechië: xx0011452
- Nationale Bibliotheek van Israël: 987007271888505171
- Nederlandse Thesaurus van Auteursnamen: 070012288
- Istituto Centrale per il Catalogo Unico: LO1V147296
- SNAC: w6571kwv
- Système universitaire de documentation: 027894754
- Trove: 1039092
- Virtual International Authority File: 46946148
- WorldCat: E39PBJqkbVDYjftY4fxX3w9CcP